# San Antonio de Mogotes
San Antonio de Mogotes es una localidad del estado mexicano de Guanajuato. Es parte del municipio de Valle de Santiago.

## Toponimia
El nombre «San Antonio» hace referencia al santo patrono de la localidad: Antonio de Padua.

## Demografía
| Gráfica de evolución demográfica |
|                                  |

| Censo | Población |
| ----- | --------- |
| 1910  | 252       |
| 1921  | 344       |
| 1930  | 365       |
| 1940  | 343       |
| 1950  | 626       |
| 1960  | —         |
| 1970  | 976       |
| 1980  | 1 199     |
| 1990  | 1 527     |
| 2000  | 1 509     |
| 2010  | 1 256     |
| 2020  | 1 206     |